# Shōji Yūki
Shōji Yūki (結城昭二?, Yūki Shōji; 27 agosto 1950) è un ex cestista giapponese.

## Carriera
Con il Giappone ha partecipato ai Giochi olimpici di Montréal 1976, segnando 87 punti in 6 partite.